# Rino Corso Fougier
Rino Corso Fougier (Bastia, 14 novembre 1894 – Roma, 24 aprile 1963) è stato un generale e aviatore italiano, legato alla Regia Aeronautica come pilota, generale, Sottosegretario di Stato presso il Ministero dell'aeronautica e capo di stato maggiore; in gioventù fu anche calciatore nel Padova.

## Biografia

### Militare
Il 31 dicembre 1912 si arruolò nel Regio Esercito e partecipò al corso per allievo ufficiale di complemento. Fu nominato sottotenente di Fanteria nel 1914 e gli venne affidato il comando di un plotone di bersaglieri ciclisti. Partecipò alla prima guerra mondiale con il 7º Reggimento bersaglieri. Il 23 giugno 1915, fu ferito da una mina durante una missione di ricognizione alle cave a nord-ovest di Selz, ma proseguì. Per questo atto di eroismo gli fu assegnata una medaglia d'argento al valor militare.
Il 29 giugno 1916 va al Battaglione Scuole Aviatori come aspirante allievo pilota: a Venaria Reale su Blériot ed a Cascina Costa su SAML/Aviatik B.I e S. 200, prendendo il brevetto di pilota il 26 ottobre e quello di pilota militare il 4 febbraio 1917. Assegnato alla 113ª Squadriglia partecipò a diversi combattimenti e nell'aprile il Tenente Fougier comanda la 1ª Sezione di SAML S.1 a Feltre. Il 20 maggio 1917 ingaggiò uno scontro aereo con tre caccia austriaci tra cui l'Hansa-Brandenburg D.I dell'Asso dell'aviazione Godwin Brumowski che rivendica l'ottava vittoria, in collaborazione con l'asso Károly Kaszala (8 vittorie), sopra l'Altopiano della Bainsizza, con l'aereo fuori uso fu ferito due volte e ricevette un'altra medaglia d'argento.
Dal 2 dicembre 1917 comanda la 70ª Squadriglia caccia su Hanriot HD.1 fino al gennaio 1918 ed il 12 gennaio comanda la 5ª Sezione Difesa di Padova con i Nieuport 27 fino a marzo. A marzo vola con l'83ª Squadriglia di Marcon, il 18 marzo va con la 1ª Sezione al Campo di aviazione di San Pietro in Gu ed il 22 marzo comanda la squadriglia su Nieuport 27; il 23 agosto ricevette la promozione a capitano dei bersaglieri, il 14 settembre Fougier con il Sergente Adamo Bortolini, il soldato Romeo Sartori ed il Tenente Enrico Rizzi abbattono un Albatros da caccia su Arsiè, il 16 settembre Fougier rivendica un piccolo biposto in Val di Nos di Gallio (Italia) ed il 4 ottobre il reparto si sposta a Poianella di Bressanvido.
Dall'aprile 1919 va alla 87ª Squadriglia Aeroplani. Ricevette una terza medaglia d'argento. Il 10 aprile 1921 passa all’Arma Aeronautica andando al 3º Raggruppamento dell'Aeronautica come caposquadriglia. Nel 1923 fu al comando dell'83ª Squadriglia Serenissima. Il 16 ottobre 1923 passa nel Corpo di Stato Maggiore della Regia Aeronautica come capitano dell’Arma Aeronautica ruolo combattente in qualità di Capo di Stato Maggiore della 2ª Zona Aerea Territoriale (Z.A.T.) fino al 1º giugno 1928.
Nel 1925 divenne maggiore e nel 1927 tenente colonnello. Dal 1º giugno 1928 al 1º giugno 1933, comandò il 1º Stormo Caccia Terrestre, ricevendo gli elogi di Italo Balbo. Nel 1930 a Campoformido fondò la prima scuola di volo acrobatico con i Fiat C.R.20 dove di lì a poco nasceranno le Frecce Tricolori. Il 9 aprile 1931 ricevette la promozione a colonnello e dal giugno 1933 al marzo 1934 comandò la III Brigata aerea. Dal 1º luglio 1935 al 16 dicembre 1937 comandò l'aeronautica della Libia per richiesta del comandante della Libia, Balbo.
Il 17 febbraio 1936 divenne generale di divisione aerea. Durante la guerra d'Etiopia ebbe il comando dell'aeronautica in Africa Orientale Italiana. Poi partecipò alla guerra civile spagnola. Fra il 29 dicembre 1937 e il 1º agosto 1938 fu ispettore delle scuole e poi Comandante della 3ª Zona Aerea Territoriale (Z.A.T.) fino al 1º settembre 1939. Il 14 aprile 1939 divenne generale di squadra aerea e comandò la 3ª Squadra aerea dal 1º settembre e dal 15 maggio 1940 la 1ª Squadra aerea fino al 15 giugno 1941.
Fra il 10 settembre 1940 e il 28 gennaio 1941 partecipò alla Battaglia d'Inghilterra al comando del Corpo Aereo Italiano in Belgio. Dopo la decisione di Benito Mussolini di destituire il generale Francesco Pricolo, dal 15 novembre 1941 al 27 luglio 1943 ricoprì l'incarico di sottosegretario di Stato all'Aeronautica e di capo di Stato Maggiore dell'Aeronautica. Fu infine promosso generale di armata aerea il 28 ottobre 1942. Dopo la Caduta del fascismo, il 27 luglio 1943, venne rimosso dagli incarichi e si ritirò a vita privata. È morto il 24 aprile 1963.

### Calciatore
Nella stagione 1919-1920 giocò una partita nelle file del Padova come difensore.
Il suo unico incontro ufficiale ebbe luogo il 14 dicembre 1919 nella partita vinta 1-0 contro il L.R. Vicenza.